# Kloster Aghjots

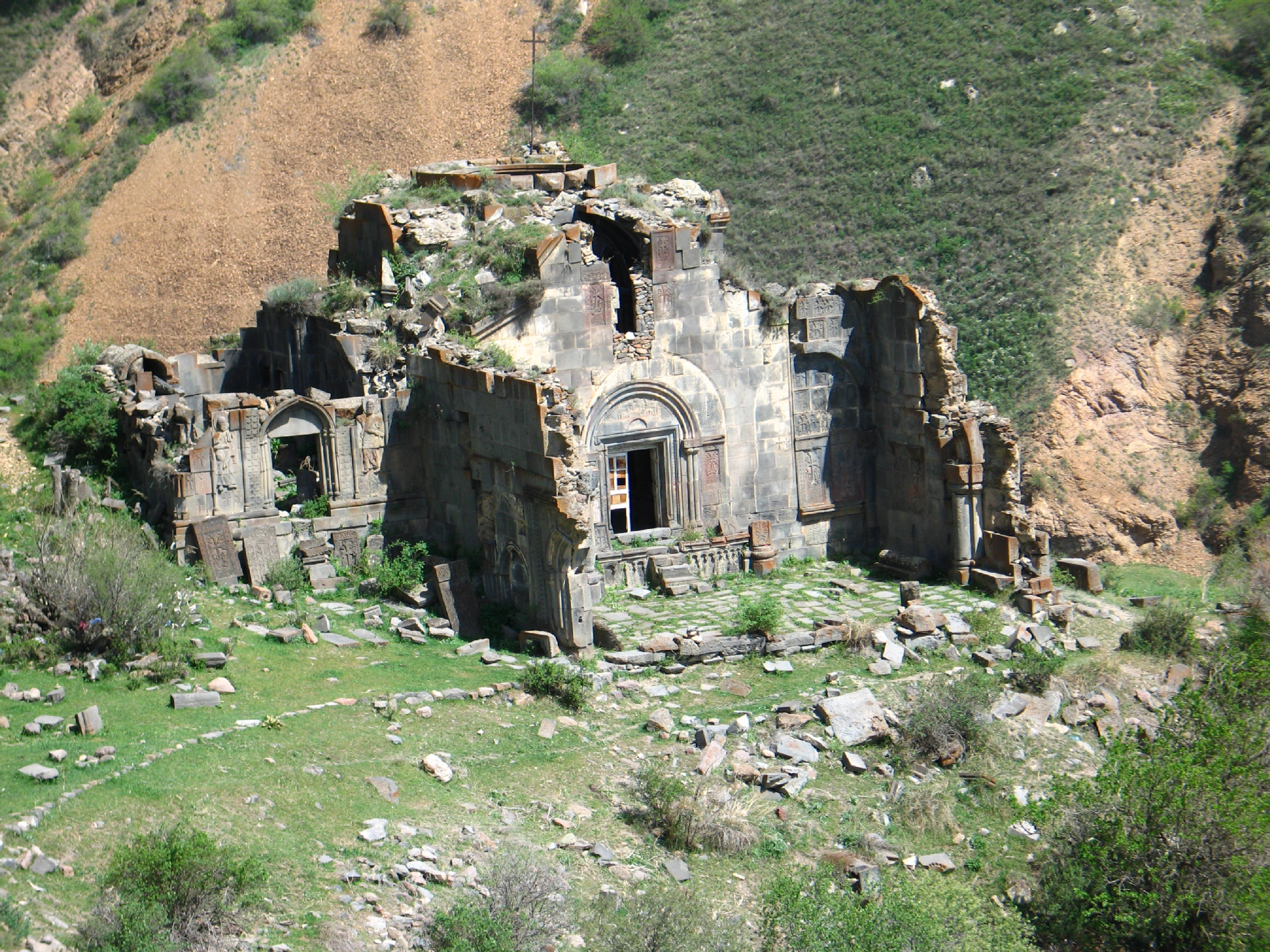
Kloster Aghjots

Das Kloster Aghjots (armenisch Աղջոց վանք Aghdschoz Wank) ist ein ehemaliges Kloster der Armenischen Apostolischen Kirche.  Seinen Namen erhielt das Kloster vom nahegelegenen Dorf Aghjots, das heute wüst liegt. Das Kloster ist wegen des Patrons der Hauptkirche, dem heiligen Stephan, auch als Kloster Sankt Stephanos (Գողթի Սուրբ Ստեփանոս վանք) bekannt.

## Lage
Das Kloster liegt im Chosrow-Reservat an einem Nebenfluss des Azat etwa sieben Kilometer südlich des Dorfes Geghard in der Provinz Ararat (Provinz) im Zentrum Armeniens. Ebenfalls im Reservat und nicht weit entfernt befinden sich die Festung von Kakavaberd und der Klosterkomplex von Havuts Tar.

## Geschichte
Der Legende zufolge gründete Gregor der Erleuchter das Kloster im vierten Jahrhundert an der Grabstätte des Priesters Stepanos, der der Christenverfolgung durch den Armenischen König Trdat III. entkam und angeblich ein Gefährte der Heiligen Hripsime war. Die heute als Ruine erhaltenen Klosterreste entstanden im 13. Jahrhundert. Der Klostervorsteher Abel ließ die Hauptkirche Surb Stepanos in den Jahren 1212 bis 1217 errichten. Den westlich vorgebauten Gawit stifteten Ivane Zakarian und der lokale Fürst Grigor Khaghbakian.
Die St.-Peter-und-Paul-Kirche wurde im Jahre 1270 unter Fürst Vasak Khaghbakian vom Klostervorsteher Eremia gebaut. Während des Mittelalters war das Kloster im Besitz mehrerer Reliquien von St. Stepanos und St. Aristakes I (Partev). Im 15. Jahrhundert entstanden im Kloster viele Handschriften. Am Anfang des 17. Jahrhunderts wurde das Kloster von Truppen des Persischen Schah Abbas I. zerstört. Dabei stahlen die Truppen auch die Reliquien von St. Aristakes und nahmen sie nach Täbris mit. Ein armenischer Kaufmann brachte sie später nach Aghjots zurück. Heute werden diese Reliquien in der Kathedrale von Etschmiadsin aufbewahrt. Das Kloster wurde nach der Invasion neu errichtet und bei einem Erdbeben im Jahre 1679 abermals zu großen Teilen zerstört. Danach wurde das Kloster erneut wieder aufgebaut. Im 18. Jahrhundert wurde es abermals geplündert und in den Jahren 1905 bis 1907 während der ethnischen und religiösen Konflikte zwischen Armeniern und Aserbaidschanern endgültig zerstört.

## Baubeschreibung

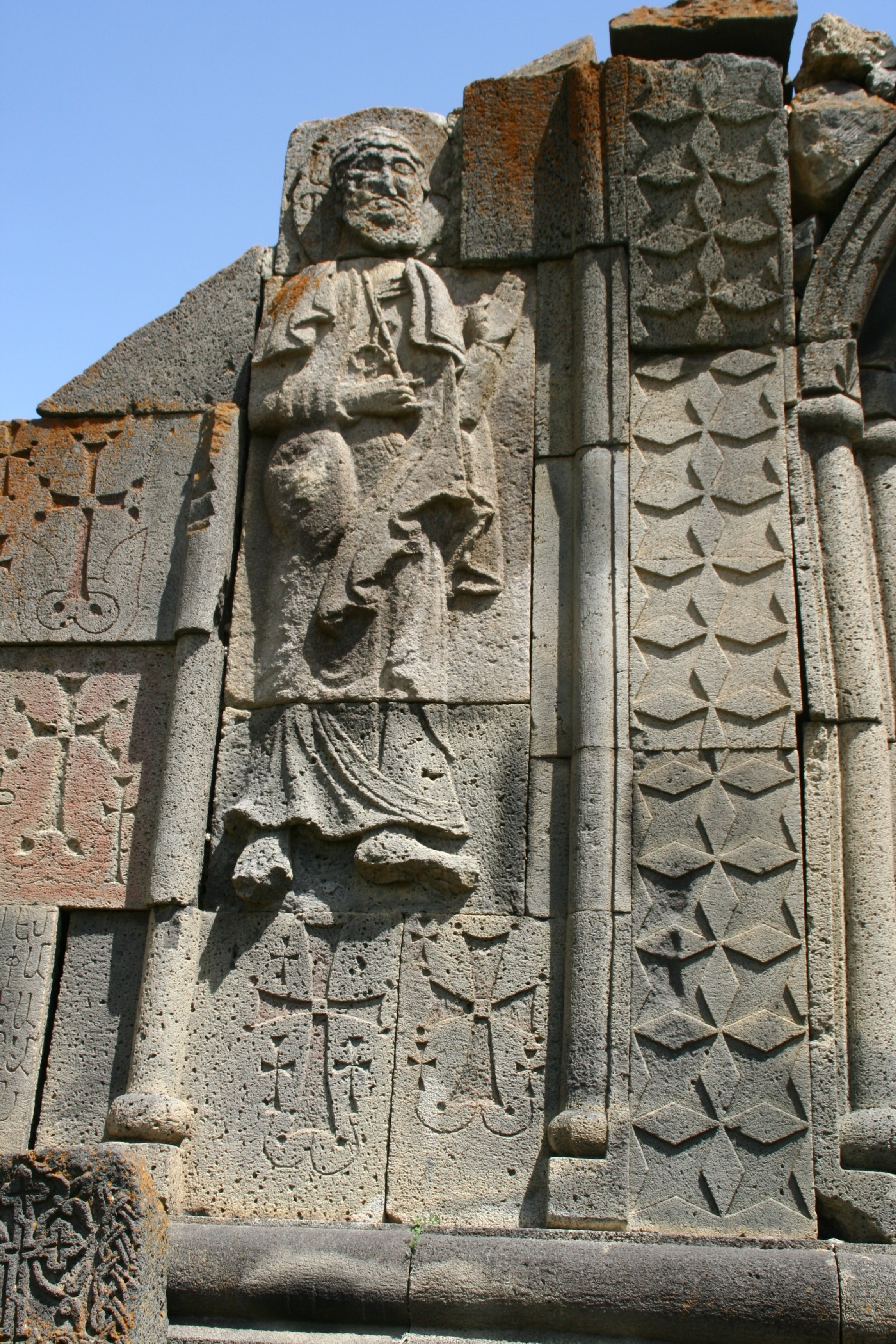
Relief des Apostels Peter

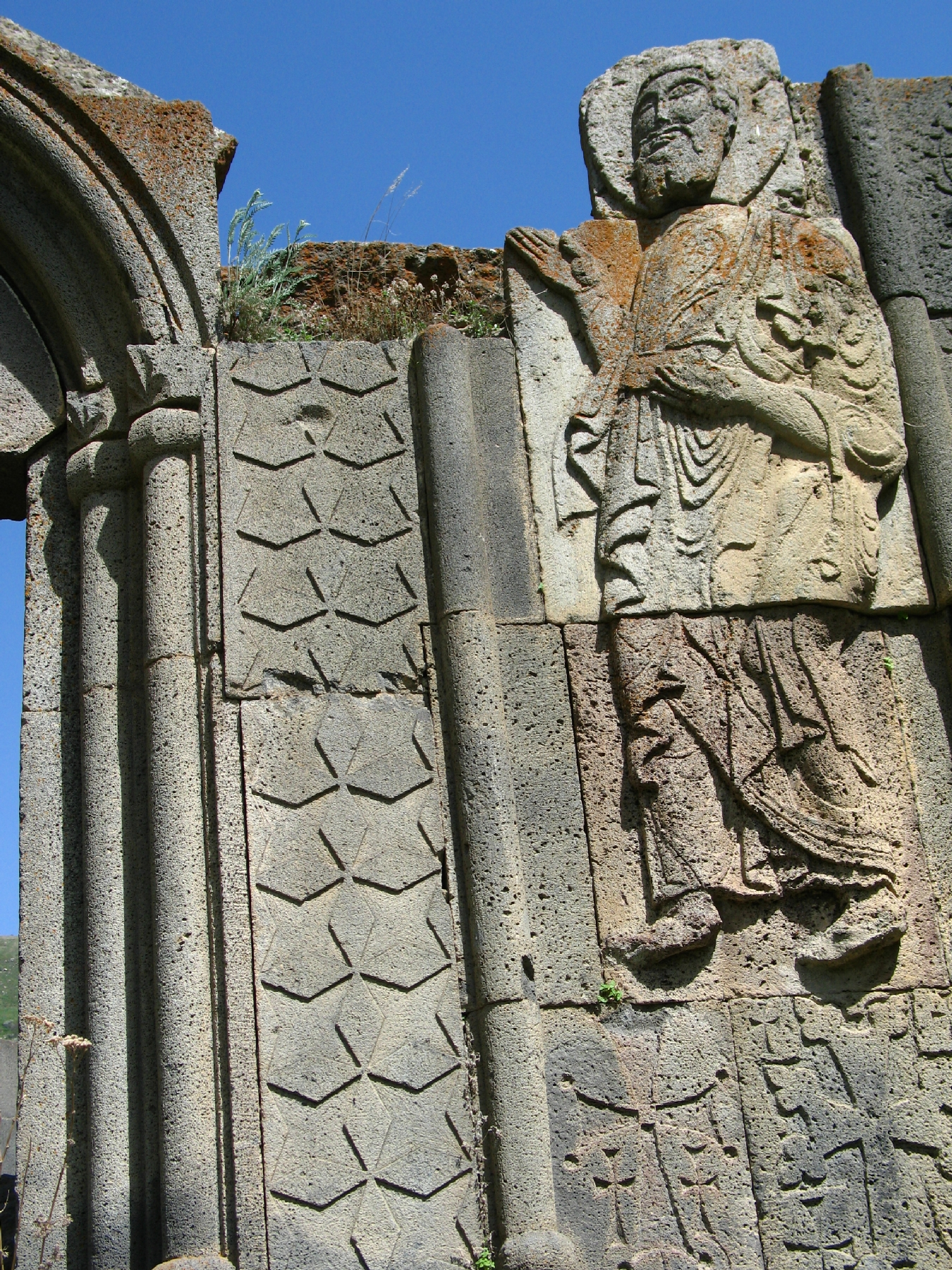
Relief des Apostels Paul

Der heute als Ruine erhaltene Klosterkomplex besteht aus zwei Kirchen und einem vorgebautenGavit (Vorhalle). Die Hauptkirche Surb Stepanos ist eine Kreuzkuppelkirche mit zweistöckigen Seitenkapellen in den Ecken. Ihre Kuppel wurde 1679 bei einem Erdbeben zerstört. Westlich wurde ihr in den Jahren 1217 bis 1234 ein Gavit vorgebaut, von dem heute nur noch die Grundmauern sowie einige lose Steine erhalten sind. Einst bestand sein Gewölbe aus zwei sich kreuzenden Bögen.
Unmittelbar nördlich der Hauptkirche steht die St.-Peter-und-Paul-Kirche. Auf beiden Seiten des Altars befinden sich Seitenkapellen. Das Portal des heute dachlosen Kirchenschiffs wird von zwei Flachreliefs mit Darstellungen der Apostel Peter (links) und Paul (rechts) flankiert. Sie wurden im 14. Jahrhundert angebracht, ein Stilelement, das bei romanischen und gotischen Kirchen häufig vorkommt, jedoch untypisch für die armenische Kirchenarchitektur ist. Die Wände der St.-Peter-und-Paul-Kirche sind mit Pflanzenmotiven, geometrischen Ornamenten und Darstellungen von Szenen aus dem Alten und Neuen Testament (unter anderem vom Tag des Jüngsten Gerichts und von Daniel in der Löwengrube) verziert.